# Eurovision Song Contest 2003
Eurovision Song Contest blev i 2003 holdt i Letlands hovedstad Riga d. 24 Maj, efter Marie N i 2002 vandt i Tallinn med sin sang "I Wanna". Kunne endnu et tidligere østblok-land arrangere dette show? Det kunne de og de gjorde det med bravur. Det var sidste års vinder samt forsangeren i gruppen Brainstorm, der debuterede for landet i 2000, der var årets værter.
Allerede længe før showet blev sendt, blev der skrevet og sagt uendelig meget om deltagerne fra Rusland, t.A.T.u. Det var to unge piger der, tilsyneladende var lesbiske og opførte sig voldsomt arrogante og respektløst. De var forsinkede til samtlige prøver og mødte ophidsede op. Det var i øvrigt kommet frem, at de ville give hinanden et langt og særdeles intimt kys på scenen under deres fremførelse. EBU måtte tale dem til rette og det blev da heller ikke til noget. I det hele taget var deres fremførsel yderst uinteresssant. Blot to piger der rendte rundt på scenen, mens de sang adskillige falske toner. De blev også buh'et ud af tilskuerne. Ikke desto mindre endte de med en 3. plads, kun 3 point mindre end vinderen. Dette var manageren dog ikke tilfreds med, så han råbte og skreg af både pigerne og alle andre der blot var i nærheden. Deres karriere døde hurtigt efter deltagelsen.
Storbritannien gik nærmest i chok, da det stod klart at deres deltagere, gruppen Jemini, havde opnået den lidet ønskede status at have fået 0 point. Aldrig før havde landet fået så dårlig en placering, deres hidtil dårligste var en 16. plads i 2000. Trods det blev de modtaget derhjemme med megen humoristisk sans og fik mere pressedækning end hvad tilfældet havde været for tidligere deltagere.

## Deltagere og resultater
| Sang nr. | Land                | Solist             | Sang                            | Plads | Point |
| -------- | ------------------- | ------------------ | ------------------------------- | ----- | ----- |
| 1        | Island              | Birgitta           | Open your heart                 | 8     | 81    |
| 2        | Østrig              | Alf Poier          | Weil der Mensch zählt           | 6     | 101   |
| 3        | Irland              | Mickey Joe Harte   | We've got the world             | 11    | 53    |
| 4        | Tyrkiet             | Sertab Erener      | Everyway that I can             | 1     | 167   |
| 5        | Malta               | Lynn Chircop       | To dream again                  | 25    | 4     |
| 6        | Bosnien-Hercegovina | Mija Martina       | Ne brini                        | 16    | 27    |
| 7        | Portugal            | Rita Guerra        | Deixa-me sonhar                 | 22    | 13    |
| 8        | Kroatien            | Claudia Beni       | Više nisam tvoja                | 15    | 29    |
| 9        | Cypern              | Stelios Konstantas | Feeling alive                   | 20    | 15    |
| 10       | Tyskland            | Lou                | Let's get happy                 | 11    | 53    |
| 11       | Rusland             | t.A.T.u.           | Ne ver', ne bojsia              | 3     | 164   |
| 12       | Spanien             | Beth               | Dime                            | 8     | 81    |
| 13       | Israel              | Lior Narkis        | Words for love                  | 19    | 17    |
| 14       | Holland             | Esther Hart        | One more night                  | 13    | 45    |
| 15       | Storbritannien      | Jemini             | Cry baby                        | 26    | 0     |
| 16       | Ukraine             | Olexsandr          | Hasta la vista                  | 14    | 30    |
| 17       | Grækenland          | Mando              | Never let you go                | 17    | 25    |
| 18       | Norge               | Jostein Hasselgård | I'm not afraid to move on       | 4     | 123   |
| 19       | Frankrig            | Louisa Baileche    | Monts et merveilles             | 18    | 19    |
| 20       | Polen               | Ich Troje          | Keine grenzen - Zadnych granich | 7     | 90    |
| 21       | Letland             | F.L.Y.             | Hello from Mars                 | 24    | 5     |
| 22       | Belgien             | Urban Trad         | Sanomi                          | 2     | 165   |
| 23       | Estland             | Ruffus             | Eighties coming back            | 21    | 14    |
| 24       | Rumænien            | Nicola             | Don't break my heart            | 10    | 73    |
| 25       | Sverige             | Fame               | Give me your love               | 5     | 107   |
| 26       | Slovenien           | Karmen Stavec      | Nanana                          | 23    | 7     |

56°56′56″N 24°06′23″Ø / 56.948888888889°N 24.106388888889°Ø